# بين رايس
بين رايس (بالإنجليزية: Ben Rice)‏ هو كاتب سيناريو وكاتب بريطاني، ولد في 1972 في Tiverton, Devon ‏ في المملكة المتحدة.

## وصلات خارجية
- بين رايس على موقع IMDb (الإنجليزية)
- بين رايس على موقع أول موفي (الإنجليزية)
- بين رايس على موقع قاعدة بيانات الفيلم (الإنجليزية)